# Mort Walker
Addison Morton Walker, più conosciuto come Mort Walker (El Dorado, 3 settembre 1923 – Stamford, 27 gennaio 2018), è stato un fumettista statunitense.
Divenne popolarissimo per aver creato le "strisce" Beetle Bailey nel 1950 e Hi and Lois nel 1954.

## Biografia
Visse durante l'infanzia a Kansas City. Esordì come autore di fumetti assai precocemente, pubblicando all'età di 12 anni la sua prima caricatura. A quindici disegnò la striscia comica The Lime Juicers per il Kansas City Journal. Dopo essersi diplomato alla Northeast Senior High School di Kansas City, frequentò l'University of Missouri, dove adesso campeggia una statua in bronzo di Beetle Bailey seduto di fronte al circolo degli studenti.
Nel 1943 fu arruolato e durante la Seconda Guerra Mondiale trascorse un lungo periodo in Europa. Si congedò col grado di tenente quattro anni dopo. A guerra finita (era stato in Italia come tenente dell'esercito) si trasferisce a New York e diventa direttore di alcune testate della Dell; ma ben presto l'attività di autore prevalae su quella editoriale ed egli incominciò a pubblicare vignette su numerose riviste, raggiungendo presto la notorietà.
Dopo aver subito diversi rifiuti andò progressivamente guadagnando la stima degli editori e il suo talento emerse sempre più. Con Beetle Bailey, il soldato scansafatiche, ottenne un grandissimo successo che rinnovò successivamente quando a quella serie di "strips" affiancò quella di Hi and Lois, creata con Dik Browne. Altre strisce da lui create furono: Boner's Ark, Gamin & Patches, Mrs. Fitz's Flats, The Evermores, Sam's Strip e Sam & Silo (le ultime due in collaborazione con Jerry Dumas).
Dopo oltre 50 anni di successo, Mort Walker si dedicò alla supervisione del lavoro quotidiano nel suo studio, nel quale sono attualmente impegnati tra gli altri anche sei dei suoi sette figli.
Nel 1974 fondò The National Cartoon Museum, dal 1989 il suo nome fa parte del Museum of Cartoon Art Hall of Fame.  Vinse la Reuben Award del 1953 per Beetle Bailey, la National Cartoonist Society Humor Strip Award nel 1966 e 1969, il Gold T-Square Award nel 1999, l'Elzie Segar Award nel 1977 e 1999, oltre a numerosi altri premi per il suo lavoro.
Nel suo libro The Lexicon of Comicana (1980), scritto con uno sguardo satirico sul mondo dei "cartoonist", inventò addirittura un vocabolario del fumetto che chiamò Symbolia.